# Hybrálec
Hybrálec (en allemand : Ebersdorf) est une commune du district de Jihlava, dans la région de Vysočina, en Tchéquie. Sa population s'élevait à 489 habitants en 2024.

## Géographie
Hybrálec se trouve à 4 km au nord-est du centre de Jihlava et à 109 km au sud-est de Prague.
La commune est limitée par Smrčná au nord, par Jihlava à l'est et au sud, et par Plandry et Bílý Kámen à l'ouest.

## Histoire
La première mention écrite de la localité date de 1315.

## Transports
Par la route, Hybrálec se trouve à 5,5 km de Jihlava et à 131 km de Prague.